# Петров день
Петро́в день — день святых апостолов Петра и Павла в народном календаре славян, приходящийся на 29 июня (12 июля).
Это день окончания «купальских празднований» и начала летних свадеб, прощание с весной, первая прополка и подготовка к сенокосу. Петров день отмечался два-три дня.
Праздник Петра-ключника — хранителя ключей от небесного царства.

## Другие названия
рус. Пётр-Павел, Петрок, Петры и Павлы, Петров день — разговенье, Петровки, Праздник солнца, Ярилин день, Петры-рыболовы, Рыболов, Облупа (тульск.), Навозница, Петраки; бел. Пятро, Пэтроў дзень, Пятро-Павел, Пятрок, Паўлюк, Павел, Пятры; полес. Петра, Петро, Петров день, Петро и Павел, Петрок, Петро-павло, Петрочек; укр. Петрів день, Пе́тра, Петро-Павло, Петропавлов день, Петра і Павла, Петра, Свято Петра й Павла; серб. Петровдан; болг. Петровден, пол. Piotra i Pawła, чеш. Sv. Petr a Pavel.

## Установление праздника
Согласно святителю Димитрию Ростовскому, день смерти апостола Павла либо совпадает с днём смерти апостола Петра, либо его смерть произошла ровно через год после распятия апостола Петра. О том, что казнь апостола Петра предшествовала казни апостола Павла, сообщает Блаженный Августин.
Этот праздник также связывают с перенесением мощей апостолов Петра и Павла, которое состоялось в Риме 29 июня 258 года, и с тем, что со временем содержание этого события было утрачено и день 29 июня стал рассматриваться как день общего мученичества святых Петра и Павла.

## Апостолы в представлениях славян
В славянской традиции Пётр и Павел являются парными персонажами (ср. Кузьма и Демьян, Флор и Лавр), которые часто могут выступать в едином образе: Пётр-Павел, Петро-Павло, Петропавля. Болгары считали их братьями, иногда даже близнецами, у которых была сестра — святая Елена или святая Мария (Огненная). Пётр — младший брат и более добрый: он позволяет земледельцам работать в свой праздник. Павел — старший, он грозен и сурово наказывает нарушителей праздничных обычаев, посылая с неба гром и молнии, сжигающие снопы. По сербскому преданию, «разделение вер на православную и католическую произошло после ссоры апостолов: Пётр объявил себя православным (сербом), а Павел сказал, что он католик (шокац)». В представлении славян Пётр и Павел занимают особое место, выступая в роли хранителей ключей от рая (ср. белорусское название созвездия Лебедя — Пятрова палка, которое воспринимается также как ключ от рая). Болгары также считали святого Петра сторожем райского сада, охраняющим золотое райское дерево, вокруг которого в виде мух и пчёл летают души умерших детей.
В традиционном мировоззрении русского народа апостол Петр относился к числу наиболее чтимых святых угодников. В сказаниях и быличках он фигурирует под именем апостола-ключаря.
Среди гуцул существовало поверье, что ключи от земли святой Пётр хранит весь год и лишь весной их забирает у него святой Юрий; в Петров день ключи вновь возвращаются к Петру, и тогда наступает осень.
В Сербии представляли апостола Петра «разъезжающим на златорогом олене по небесному полю над колосящимися земными нивами».

## Традиции

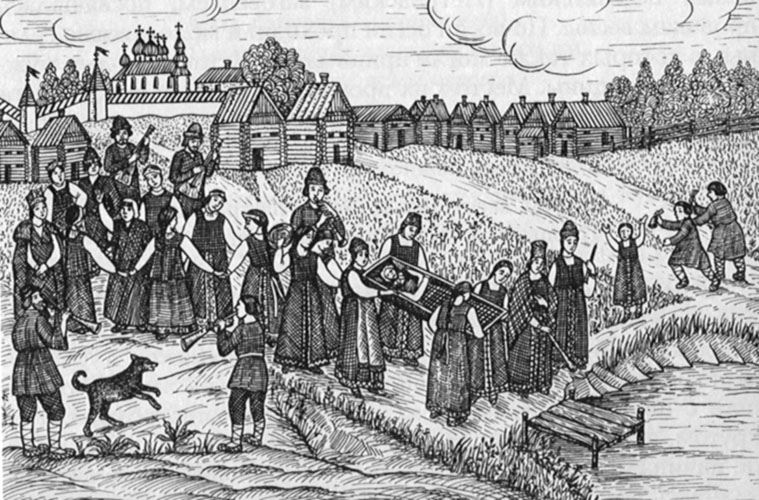
Похороны Костромы. Рисунок с лубка. XIX век

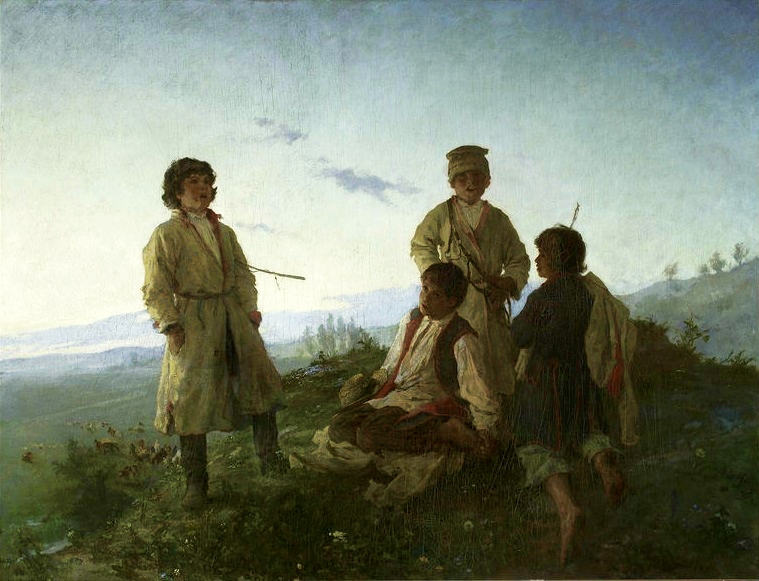
В. Прушковский. Встреча утренней зари. 1876

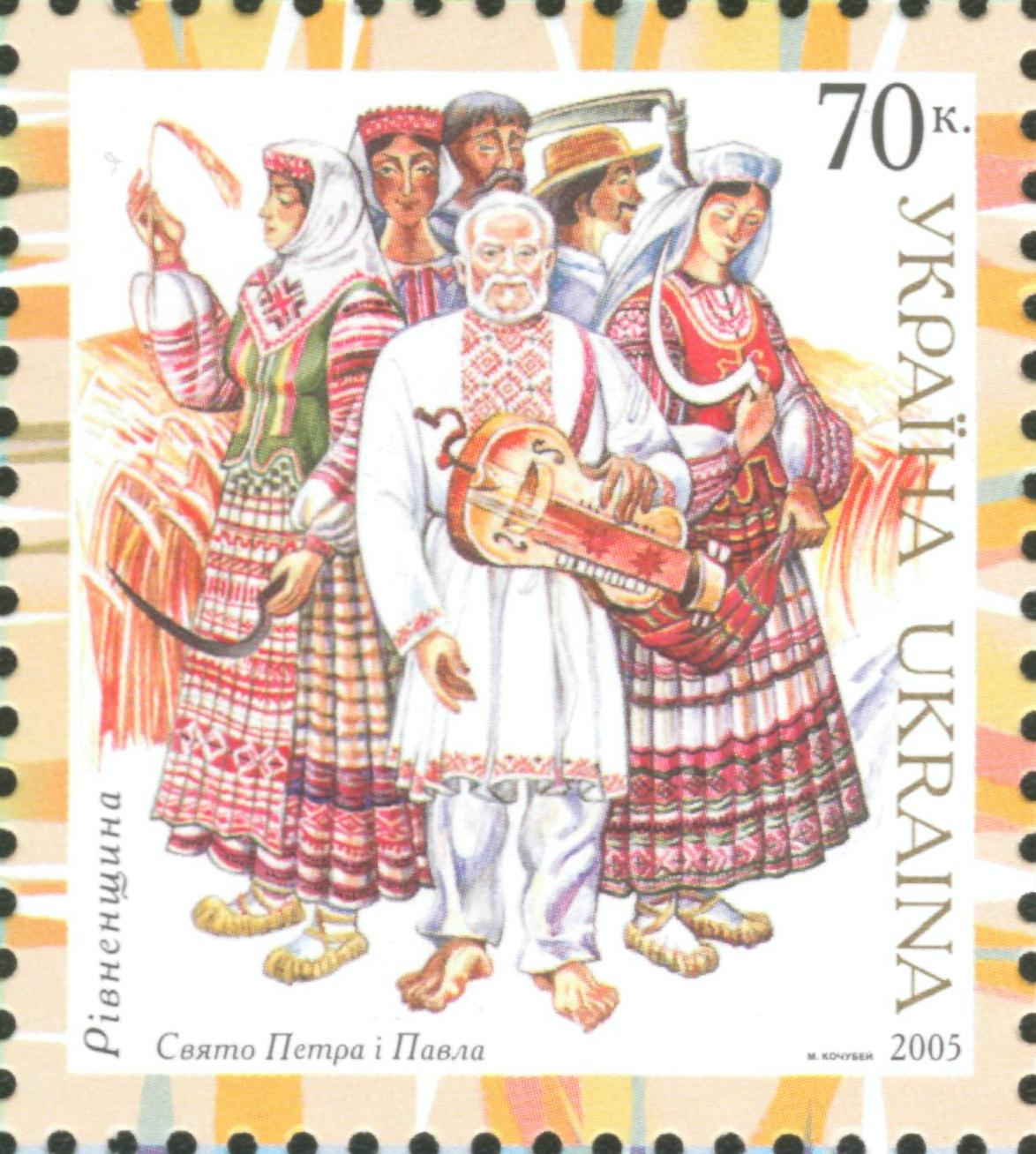
«Свято Петра і Павла». Марка Украины, 2005

Петру и Павлу молятся об исцелении от горячки и лихорадки. Перед Касперовской иконой Божией Матери молятся при расслаблении, припадках, сумасшествии.
В праздновании нашли отражение не столько христианские легенды об апостолах Петре и Павле, сколько древние мифы, связанные с поклонением солнцу[уточнить].
Вместе с праздниками Аграфены Купальницы и Ивана Купалы Петров день составляет единый праздничный цикл, знаменующий полный расцвет природных сил.
Лето местами отсчитывалось с Петрова дня: «Пётр лето зачинает, Илья лето кончает» (заонеж.). Петров день — «верхушка» лета, наступают жаркие дни. О ненужных предметах и предложениях сохранилась ироничное выражение: «Нужен, как на Петров день варежка!».
Петров день — проводы весны (пролетья) и встреча «красного лета». Существовал обычай на Петров день устраивать «гулянки Петровки», водить хороводы и качаться на качелях. Иногда затевали игры с угадыванием: парни ходили среди девушек, закрыв лицо платками. Угадавшей предсказывалось в скором времени сыграть свою свадьбу. В Заонежье последний раз на «летних» святках проказили по деревне и гадали.
«На Петров день солнышко играет» (Тульская губерния). В южнорусских губерниях к этому дню был
приурочен обычай караулить солнце, когда молодежь обоего пола веселилась, рядилась, обвешиваясь колокольчиками и бубенцами, гуляла всю ночь в канун праздника, наблюдала, как при восходе солнце «играет» (ср. «игру солнца» на Иван Купала), переливаясь разными цветами, устраивала в складчину трапезу, бесчинствовала.
Девушки приносили в поле смоляные или масленые лампы, солому для сиденья или лавочки: жгли костры и гуляли всю ночь. «Собирали 12 цветов с 12 полей и под голову клали, произнося: „Двенадцать цветов с разных полей, двенадцать молодцов! Кто суженый-ряженый, мне покажися и меня погляди“».
Кое-где в Белоруссии на Петра справляли свадьбы. У белорусов сохранилась поговорка: «До Петра девка хитра, а на Петры — хоть лицо ей подотри» (бел. Да Пятра дзеўка хітра, а на Пятры — хоць твар ёй падатры); до Петрова дня девушка старалась понравиться парню и выйти замуж, а если же усилия были напрасны, она должна была ждать следующей поры свадеб.
В некоторых местностях[где?] люди сходились на три родника умываться «петровой водицей», что сопровождалось угощением сладким вином, песнями, плясками и играми. В Кашине и некоторых других городах было заведено устраивать некое подобие святочного ряженья. Игрище собиралось на берегу ручья.
В Воронежской губернии начиналась уборка озимых хлебов, подкашивали с края, хлеб пекли из нового урожая.
На Всесвятской неделе, перед Петровым днём или в первое воскресенье после него были известны у восточных славян под названием похорон Костромы и Ярилы. Похороны Костромы в Пензенской и Симбирской губерниях совершались таким образом: прежде всего девицы избирали из среды себя одну, которая обязана была представлять Кострому; затем подходили к ней с поклонами, клали её на доску и с песнями несли к реке; там начинали её купать, причём старшая из участвующих в обряде сгибала из лубка лукошко и била в него, как в барабан; напоследок возвращались в деревню и заканчивали день в хороводах и играх. В Муромском уезде соблюдалась иная обрядовая обстановка: Кострому представляла кукла, которую делали из соломы, наряжали в женское платье и цветы, клали в корыто и с песнями относили на берег реки или озера; собравшаяся на берегу толпа разделялась на две половины: одна защищала куклу, а другая нападала и старалась овладеть ею. Борьба оканчивалась торжеством нападающих, которые схватывали куклу, срывали с неё платье и перевязи, а солому топтали ногами и бросали в воду, между тем как побеждённые защитники предавались неутешному горю, закрывая лица свои руками и как бы оплакивая смерть Костромы.
Сербы три дня перед Петровым днём называли Крешеви или Кресиво и старались не посещать виноградников, не ходить в поле на выборку (уборку) конопли и не стирать, чтобы Бог не наслал града или болезней. В эти дни возжигали «живой огонь», и через дым костра прогоняли домашних животных для защиты от болезней.
В южнорусских губерниях было поверье, что в этот день уходят (исчезают) русалки, пребывающие на земле с Троицы.
Считалось, что кукушка кукует до Петрова дня, а в этот день «ячменным колосом давится» — умолкает, когда заколосится ячмень или «давится сыром», «мандрыкой» (ватрушкой), которые готовили к празднику. Белорусы, когда варили на праздничный стол вареники — приговаривали: «будэм давить зовзюру (кукушку)». В Белоруссии также записан апокрифический рассказ о том, что кукушка кукует до Петрова дня, так как когда апостол Пётр украл лошадь, а Христос позвал в свидетели ворону и кукушку и спросил, купил ли Пётр лошадь или украл, кукушка ответила «ку-пил, ку-пил», а ворона «крал! крал!»; поэтому Христос разрешил вороне каркать круглый год (за то, что сказала правду), а кукушке куковать только до Петрова дня (за ложь).
На Русском Севере известно предание, гласящее о том, что на «мирской» Петров праздник, устраивавшийся селянами за Тотьмой, на реке Ваге, выбегал из леса олень, посылавшийся «праздновавшим Петру» мирянам в дар от «апостола-праздника». Оленя, останавливавшегося перед заранее приготовленными для варки котлами, убивали, свежевали и варили в котлах, а затем съедалось всем миром. Но это продолжалось только до той поры, пока жил народ праведно и честно, соблюдая традиции предков. А когда «пошёл по людям разврат-грех, ложь опутала мир-народ сетями-тенетами», — перестал апостол Петр высылать «праздничное угощенье даже и чествовавшим его святой день людям». После этого стали колоть быка из своего стада. Шли проходили годы — и совсем перестали селяне «справлять Петровщину» всем миром, — начал каждый у себя во дворе отмечать «наособицу».
Петров день был важной вехой в сельскохозяйственных работах восточных славян — наряду с сенокосом крестьянин уже готовился к севу озимых: «С Петрова дня — красное лето, зелёный покос»; «До Петрова взорать (вспахать пар), до Ильина заборонить, до Спаса засеять».
Македонцы в этот день устраивали общее оро, затем молодёжь на окраине села танцевала и устраивала состязания в борьбе.

## Поговорки и приметы
- На Петров день солнышко играет (Тульская губерния)[39].
- С Петрова дня — красное лето, зелёный покос[39].
- В Петровку нужно было липу драть на лыко, потому что позже уже кора пересыхает (бел. У Пятроўку трэба было ліпы драць на лыка, бо пазней ужо кара прысыхае)[55] (белорус.).
- Худое порося и в Петровки зябнет; дворянская кровь и в Петров день мёрзнет[56].
- Петро-Павел жару прибавил[39].
- Пётр-Павел час убавил, а Илья-пророк два уволок[12].